# Ulster Rugby
L’Ulster Rugby è una franchigia rugbistica professionistica con sede a Belfast, che disputa lo United Rugby Championship e l'European Rugby Champions Cup. La squadra rappresenta anche la Irish Rugby Football Union Ulster Branch, che è una delle quattro principali sezioni della IRFU ed è responsabile dell'organizzazione e diffusione del rugby a 15 nella provincia irlandese dell'Ulster, che comprende sei contee dell'Irlanda del Nord e tre della Repubblica d'Irlanda.
La sezione provinciale è stata fondata nel 1879. Lo stadio della squadra è il Ravenhill Stadium di Belfast, che ha una capienza di circa 12.300 spettatori. Tradizionalmente l'Ulster Rugby era la selezione della provincia irlandese ma dal 1995, quando il rugby a 15 è diventato uno sport professionistico, l'Ulster ha assunto tale status.
L'Ulster gestisce molte formazioni giovanili oltre alla Phoenix Ulster Academy, che serve a cercare di sviluppare i giovani talenti.

## Storia

### Il periodo del dilettantismo
La sezione Ulster della IRFU è stata fondata nel 1879. Da allora l'Ulster è stata quella delle quattro provincie ad ottenere il maggior numero di successi, avendo vinto il campionato interprovinciale per 26 volte. In tempi più recenti tuttavia ha ottenuto risultati inferiori a quelli delle due principali rivali, Leinster e Munster, che hanno conseguito vari successi sia in Irlanda che in ambito internazionale.
Durante l'epoca del dilettantismo L'Ulster ha affrontato regolarmente squadre dell'emisfero meridionale in tour in Europa; la sua prestazione migliore risale alla stagione 1984-1985, quando riuscì a battere l'Australia. Fu una delle sole quattro sconfitte dell'Australia in un tour che la vide battere Irlanda, Galles, Scozia e Inghilterra.

### L'epoca professionistica
Nella stagione 1998-99 L'Ulster diventò la prima provincia irlandese a riuscire a vincere l'Heineken Cup, battendo per 21-6, nella finale giocata a Lansdowne Road, il Colomiers. Nella squadra militavano ancora diversi giocatori semi-professionisti due dei quali, Andy Matchett e Stephen McKinty partirono nella formazione titolare della finale.
Dal 2001 al 2004, periodo in cui il club effettuo definitivamente il passaggio al professionismo, l'Ulster fu allenato dal sudafricano Alan Solomons, ex viceallenatore degli Springboks e capo allenatore di Stormers e Western Province. Sotto la sua guida la squadra rimase imbattuta in casa in Heineken Cup per tre anni consecutivi e nella stagione 2003/04 arrivò seconda in Celtic League, superata solo all'ultimo dagli Scarlets.
Dopo il passaggio di Solomon ai Northampton Saints la guida della squadra fu presa da Mark McCall che nonostante un avvio difficile riuscì a mantenere l'imbattibilità interna in campo internazionale per il quarto anno di fila. Nel 2005-2006 L'Ulster guidò il campionato per la maggior parte della stagione, tuttavia uno scadimento di forma nel finale consentì al Leinster di rimontare. All'ultima giornata entrambe le squadre potevano vincere il titolo che l'Ulster riuscì a conquistare solo grazie ad un calcio segnato all'ultimo minuto da David Humphreys contro gli Ospreys.
La stagione successiva la squadra non ottenne buoni risultati venendo presto eliminata dall'Heineken Cup e terminando la Celtic League al quinto posto. Il 2007/2008 andò anche peggio e dopo le dimissioni di McCall a metà novembre la squadra, affidata prima al vice Steve Williams e poi a Matt Williams, chiuse la lega al nono posto su dieci partecipanti, davanti al solo Connacht.
Nel maggio 2009, chiusa la nuova stagione di Celtic League con un ottavo posto finale, Matt Williams diede le dimissioni e fu sostituito da Brian McLaughlin. Nonostante i propositi bellicosi della dirigenza e un buon inizio di stagione l'Ulster dopo il periodo natalizio non riuscì più ad ottenere buoni risultati, chiudendo la stagione nuovamente all'ottavo posto.

## Palmarès
- Heineken Cup: 1
1998-99
- Celtic League: 1
2005-06
- Celtic Cup: 1
2003-04

## Giocatori

### Giocatori che hanno vestito la maglia dei Lions
I giocatori che seguono hanno vestito in almeno un'occasione la maglia dei British and Irish Lions.
- Tommy Smyth: 1910
- Robert Alexander: 1938
- Paddy Mayne: 1938
- Jack Kyle: 1950
- Robin Thompson: 1955
- Raymond Hunter: 1962
- Willie John McBride:1962 1966, 1968, 1971, 1974
- Syd Millar: 1962, 1968
- Mike Gibson: 1966, 1968, 1971, 1974, 1977
- Roger Young: 1966, 1968
- Stewart McKinney: 1974
- Colin Patterson: 1980
- David Irwin: 1983
- Trevor Ringland: 1983
- Steve Smith: 1989
- Eric Miller: 1997
- Jeremy Davidson: 1997,
- Tyrone Howe: 2001
- Stephen Ferris: 2009
- Tommy Bowe: 2013
- Rory Best: 2013, 2017
- Tom Court: 2013
- Iain Henderson: 2017
- Jared Payne: 2017